# Tengeri partfutó
A tengeri partfutó (Calidris maritima) a madarak (Aves) osztályának lilealakúak (Charadriiformes) rendjébe, ezen belül a szalonkafélék (Scolopacidae) családjába tartozó faj.

## Rendszerezése
A fajt Morten Thrane Brünnich dán zoológus írta le 1764-ben, a Tringa  nembe Tringa Maritima néven.

## Alfajai
- Calidris maritima belcheri Engelmoer & Roselaar, 1998
- Calidris maritima littoralis (C. L. Brehm, 1831)
- Calidris maritima maritima (Brunnich, 1764)[2]

## Előfordulása
Eurázsia északi és Észak-Amerika keleti részén él. Sziklás tengerparton, folyók mellett található.

### Kárpát-medencei előfordulása
Magyarországon ritka alkalmi vendég. Balatongyörökön 2008. november 14-15-én észlelték, a Magyar Madártani és Természetvédelmi Egyesület Nomenclator Bizottsága ezt a (fényképekkel is hitelesített) észlelést tekinti a faj első, teljes mértékben hitelesíthető hazai előfordulásának.

## Megjelenése
Testhossza 20–22 centiméter, szárnyfesztávolsága 42–46 centiméteres; a hím testtömege 49–94 gramm, a tojóé pedig 51–105 gramm. Rövid lábai sárgák. Feje és háti része sötétbarna, világosabb mintázattal, hasi része világosbarna, sötétebb foltokkal.
|  |

## Életmódja

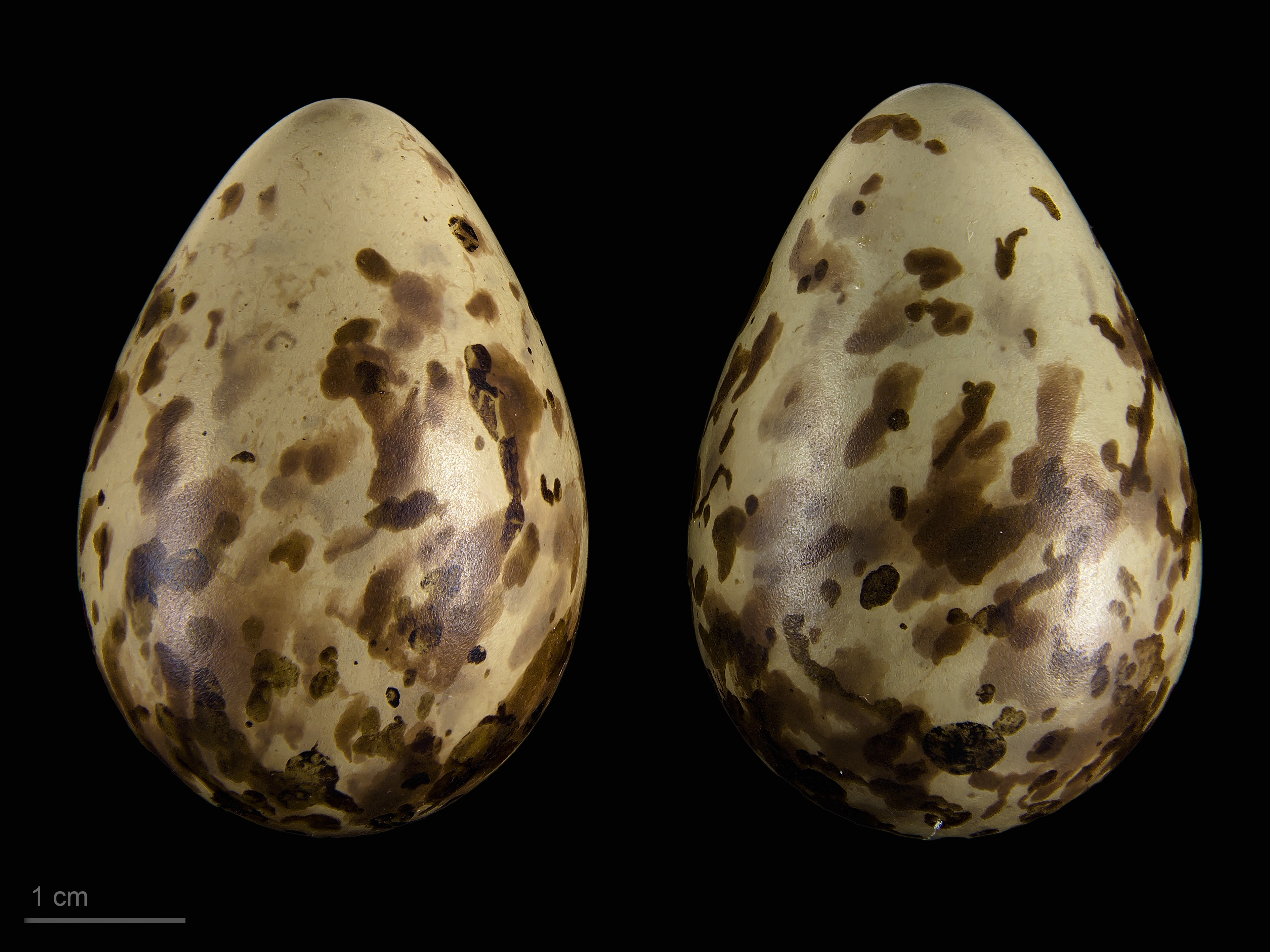
Calidris maritima maritima

Férgeket, rákokat és gyűrűsférgeket keresgél a vízparton, de megeszi a növényi részeket is.

## Szaporodása
Fészkét júniusban rakja, földön lévő kisebb mélyedésbe. Fészekalja 4 tojásból áll, melyeken 21-22 napig kotlik.

## Védettsége
Magyarországon védett, természetvédelmi értéke 25 000 forint.